# The Last Movie
The Last Movie ist ein in Peru gedrehtes US-amerikanisches Filmdrama aus dem Jahr 1971. Regie führte Dennis Hopper, der auch die Hauptrolle spielte und mit dem Drehbuchautor Stewart Stern die Handlung entwarf.

## Handlung
Eine Filmcrew aus Hollywood dreht in einem abgelegenen Dorf in Peru einen Western über das Leben von Billy the Kid. Am Filmset anwesend ist auch der Stuntman und Pferdereiter Kansas, aus dem gleichnamigen Bundesstaat kommend, der relativ neu im Filmgeschäft ist. Als ein Stuntman bei den Dreharbeiten beim Sturz von einer Kirche ums Leben kommt, fühlt sich Kansas desillusioniert vom Filmgeschäft. Er beginnt eine Beziehung mit Maria, der Hure im Dorf. Als die Filmcrew nach Ende der Dreharbeiten das Dorf verlässt, entschließt sich Kansas als einziger, vor Ort zu bleiben und sich mit Maria ein Leben fernab des Konsumismus aufzubauen.
Die Idylle im Dorf wird allerdings gestört, als einige der Einheimischen, angeführt von dem selbsternannten Regisseur Thomas Mercado, einen eigenen Filmdreh starten. Die Einheimischen, offenbar verwirrt von den Dreharbeiten und in völliger Unkenntnis über das Medium Film, bauen sich eine Art Filmkamera aus Holz zusammen. Sie scheinen nicht zu begreifen, dass alles vor der Kamera nur gespielt ist, und gehen deshalb bei ihren Dreharbeiten mit echter Gewalt vor. Der katholische Priester des Ortes bittet Kansas darum, den Einheimischen die Künstlichkeit des Filmdrehs begreiflich zu machen, doch der Gringo Kansas wird nicht ernst genommen.
Kansas zieht mit Maria in die nächste größere Stadt, doch sie haben nur wenig Geld. In einer Bar machen er und der befreundete Goldsucher Neville Robey Bekanntschaft mit Mrs. Anderson und ihrer Tochter, zwei attraktiven Amerikanerinnen. Mr. Anderson ist durch den Besitz einer Besenfabrik zu einigem Wohlstand gekommen, aber seine Familie langweilt sich in dem peruanischen Stadt fernab der amerikanischen Kultur. Gemeinsam mit den Andersons besuchen Kansas und Neville ein Bordell, wobei Kansas zur Eifersucht von Maria Mrs. Anderson küsst und dabei ihren teuren Mantel lobt. Maria fordert später von Kansas, ihr auch einen teuren Mantel zu schenken. Mrs. Anderson überlässt Kansas ihren alten Mantel für Maria, doch dafür muss sich Kansas vor Mrs. Anderson niederknien und seine Freundin erneut betrügen. Unterdessen suchen Kansas und Neville mithilfe eines Investments von Mr. Anderson eine Goldmine. Sie finden tatsächlich Gold, doch ist die Stelle nach Meinung der Investoren so abgelegen, dass man sie nur schwer erschließen könne. Kansas und Neville stellen resigniert fest, dass sie wohl für den Rest ihres Lebens arm bleiben werden.
Zurück im Dorf der Einheimischen wird Kansas von diesen angeschossen, da er versucht hat, die Kulissen abzubauen. Die Einheimischen fordern Kansas auf, sich für den Film hängen zu lassen. Kansas lässt sich darauf ein. In den letzten Szenen sieht man verschiedene experimentelle Montagen. Es bleibt unklar, ob die Einheimischen begreifen, dass man bei dem Dreh eines Westerns nicht wirklich schießt, und ob Kansas den Dreh überlebt oder nicht.

## Hintergrund
Nachdem Dennis Hopper mit seinem ersten Film Easy Rider im Jahr 1969 ein großer Erfolg gelungen war, erhielt er von den Universal Studios unter Leitung von Lew Wasserman ein Budget von einer Million US-Dollar und vollständige künstlerische Freiheit. Die Idee zu The Last Movie hatte Hopper schon lange vor Easy Rider entwickelt: Mitte der 1960er-Jahre hatte er im John-Wayne-Western Die vier Söhne der Katie Elder, der im mexikanischen Hinterland gedreht wurde, eine Rolle gespielt. Bei den Dreharbeiten hatte er sich gefragt, wie die einheimischen Bewohner mit den Filmsets interagieren würden, nachdem die Filmcrew den Dreh beendet hatte. Da das Thema allerdings als kommerziell wenig vielversprechend betrachtet wurde, fand Hopper erst nach seinem Erfolg mit Easy Rider Geldgeber für das Projekt.
Die Dreharbeiten fanden im Jahr 1970 unter dem Arbeitstitel Chinchero in Peru statt. Für viele der Nebenrollen, die die Filmcrew und Besetzung darstellen, wurden von Hopper namhafte Hollywood-Freunde gewonnen, die mehr oder weniger fiktionalisierte Versionen ihrer selbst spielen. Darunter sind beispielsweise der berühmte Hollywood-Regisseur Samuel Fuller, der Countrysänger Kris Kristofferson in seinem Filmdebüt sowie Peter Fonda, Dennis Hoppers Co-Star aus Easy Rider. Hopper arbeitete Ende 1970 über Monate auf seinem Landsitz in New Mexico an dem Film, kam allerdings – wohl auch durch Alkohol- und Drogenprobleme beeinträchtigt – nicht voran. Nach verschiedenen Berichten soll Hopper den chilenischen Kultregisseur Alejandro Jodorowsky eingeladen haben. Hopper präsentierte Jodorowsky eine Schnittfassung mit klarer Erzählweise, die dieser allerdings als typisch konventionellen Hollywood-Film kritisierte. Daraufhin montierte Hopper seinen Film in einer zweiten Schnittfassung deutlich experimenteller. Von Hoppers Schnittarbeit an The Last Movie berichtet auch der von Lawrence Schiller und L. M. Kit Carson gedrehte Dokumentarfilm The American Dreamer (1971).
Hopper war bei seinem Film sehr von der Nouvelle Vague beeinflusst, was sich in der experimentellen Erzählweise und den traumhaften Sequenzen zeigt. So sind mehrmals im Film kurze Einblendungen mit der Aufschrift „Scene Missing“ (Szene fehlt) zu sehen und in einigen Stellen setzt er auf Lens Flares. The Last Movie gilt als der vielleicht erste Film, der Lens Flares, die lange als ein Filmfehler gesehen wurden, bewusst als Stilmittel einsetzte.

## Auszeichnungen
The Last Movie gewann bei den Internationalen Filmfestspielen von Venedig im Jahr 1971 den Kritikerpreis.

## Synchronisation
Die deutsche Synchronisation entstand nach einem Dialogbuch von Heinz Freitag, der auch Dialogregie führte, im Auftrag der Interopa Film GmbH, Berlin.
| Darsteller    | Synchronsprecher     | Rolle          |
| ------------- | -------------------- | -------------- |
| Dennis Hopper | Christian Brückner   | Kansas         |
| James Mitchum | Reinhard Scheunemann | Art            |
| Roy Engel     | Heinz Theo Branding  | Harry Anderson |
| Stella Garcia | Monica Bielenstein   | Maria          |
| Julie Adams   | Almut Eggert         | Mrs. Anderson  |
| Don Gordon    | Jürgen Heinrich      | Neville        |
| Tomas Milian  | Michael Pan          | Priester       |
| Samuel Fuller | Hans Teuscher        | Regisseur      |

## Kritiken
Trotz des Erfolges auf dem Filmfestival in Venedig war The Last Movie in den USA sowohl bei Kritikern als auch beim Publikum ein Misserfolg. Erst 1980 führte Hopper mit Out of the Blue wieder bei einem Film Regie. Roger Ebert schrieb in seiner Kritik 1971 beispielsweise, der Film sei ein „Ödland aus filmischen Trümmern“. „Hippe Regisseure“ wie Hopper könnten viele Ebenen in ihr Werk hineininterpretieren lassen, doch sein Film wirke inkohärent, undiszipliniert und wie ein Fehlschlag.
Über die Jahrzehnte hat der Film allerdings wieder an Beachtung gewonnen und wurde bei der Veröffentlichung auf Blu-ray und der Restaurierung in 4K im Jahr 2018 mit überwiegend positiven Besprechungen bedacht. Patrick Holzapfel schrieb für den Filmdienst: „Ein wild verschachtelter und mit einer Vielzahl experimenteller Einfälle durchsetzter Film über den Mythos Film; zugleich eine wütende Abrechnung mit dem Hollywood-System.“ Noch heute sei der Film „ein radikaler Fremdkörper, ein Außenseiter, ein Rebell“. Peter Bradshaw schrieb 2018 in The Guardian, Hoppers Film sei ein „brillantes, berauschendes Abenteuer an Ideen“.